# Oksana Liwacz
Oksana Wasyliwna Liwacz (ukr. Оксана Василівна Лівач; ur. 14 maja 1997) – ukraińska zapaśniczka walcząca w stylu wolnym. Dwukrotna olimpijka. Zajęła piąte miejsce w Tokio 2020 w kategorii 50 kg, a także w Paryżu 2024 w tej samej wadze.
Brązowa medalistka mistrzostw świata w 2018. Mistrzyni Europy w 2018 i 2025; druga w 2020 i 2023. Wicemistrzyni igrzysk europejskich w 2019. Pierwsza w Pucharze Świata w 2022 roku. 
Mistrzyni Europy U-23 w 2018 i 2019. Trzecia na MŚ juniorów w 2015, 2016 i 2017. Mistrzyni Europy juniorów w 2016 i 2017, a trzecia w 2015. Mistrzyni świata kadetów w 2013 i Europy w 2014 roku.